# Coleophora aestuariella
Coleophora aestuariella là một loài bướm đêm thuộc họ Coleophoridae. Nó được tìm thấy ở Đảo Anh, Pháp, bán đảo Iberia, Hy Lạp, Bulgaria và Ukraina.
Sải cánh dài 10–11 mm.
Ấu trùng ăn the seeds of Suaeda maritima. They create a moveable case of about 5 mm. Ấu trùng có thể tìm thấy từ tháng 9 đến tháng 6.